# Черни гъски
Черните гъски (Branta) са средно големи птици от семейство Патицови (Anatidae), разред Гъскоподобни (Anseriformes). На тегло достигат до 1 - 3 кг. Нямат изразен полов диморфизъм.

## Разпространение
Разпространени са в Азия, Европа и Северна Америка. В България се срещат следните 4 вида:
- Branta bernicla (Linnaeus, 1758) -- Черна гъска
- Branta canadensis (Linnaeus, 1758) -- Канадска гъска
- Branta leucopsis (Bechstein, 1803) -- Белобуза гъска
- Branta ruficollis (Pallas, 1769) -- Червеногуша гъска

## Начин на живот и хранене
Хранят се предимно с растителна храна, трева.

## Размножаване
Моногамни птици. Гнездото си правят на земята. Снася 1-10, но най-често 2-5 бледо кремави, жълтеникави или зеленикави яйца. Мъти само женската в продължение на 22-28 дни, мъжкият през това време се държи в близост до нея. Малките се излюпват достатъчно развити за да могат да се придвижват и хранят самостоятелно. Годишно отглеждат едно люпило.

## Допълнителни сведения
В България всичките видове в рода са защитени.
От Балканския полуостров (Тесалия, Гърция) от палеоорнитолога проф. Златозар Боев по костни останки е описан нов за науката вид тесалска черна гъска (Branta thessaliensis), живяла преди 7,5 – 6,8 млн. години през късния миоцен (среден турол). Намирането ѝ доказва древната възраст на разделянето на гъските на двата големи рода — сиви гъски (Anser) и черни гъски (Branta). Тя доказва също, че съвременната биогеография на рода Branta в Евразия (гнездещи в арктичните, но зимуващи в средиземноморските ширини) е със след-миоценска възраст и вероятно се дължи на промени в ареалите през плейстоцена.

## Списък на видовете
- Род Черни гъски
  - Вид Branta bernicla (Linnaeus, 1758) -- Черна гъска
  - Вид Branta canadensis (Linnaeus, 1758) -- Канадска гъска
  - Вид Branta leucopsis (Bechstein, 1803) -- Белобуза гъска
  - Вид Branta nigricans
  - Вид Branta ruficollis (Pallas, 1769) -- Червеногуша гъска
  - Вид Branta sandvicensis (Vigors, 1834)